# 迈赫拉省
邁赫拉省（阿拉伯语：‎）是也門東部的一個省，北鄰沙烏地阿拉伯，東鄰阿曼，南臨亞丁灣。面積98,249平方公里，2004年人口89,093人。首府蓋達。
1. ↑  . Central Statistical Organisation.   [24 February 2013]. （原始内容存档于9 October 2012）.